# Умчани (Вргорац)
Умчани су насељено место у саставу града Вргорца, Сплитско-далматинска жупанија, Република Хрватска.

## Историја
До територијалне реорганизације у Хрватској налазили су се у саставу старе општине Вргорац.

## Становништво
На попису становништва 2011. године, Умчани су имали 227 становника.
| Број становника по пописима | Број становника по пописима | Број становника по пописима | Број становника по пописима | Број становника по пописима | Број становника по пописима | Број становника по пописима | Број становника по пописима | Број становника по пописима | Број становника по пописима | Број становника по пописима | Број становника по пописима | Број становника по пописима | Број становника по пописима | Број становника по пописима | Број становника по пописима |
| --------------------------- | --------------------------- | --------------------------- | --------------------------- | --------------------------- | --------------------------- | --------------------------- | --------------------------- | --------------------------- | --------------------------- | --------------------------- | --------------------------- | --------------------------- | --------------------------- | --------------------------- | --------------------------- |
| 1857                        | 1869                        | 1880                        | 1890                        | 1900                        | 1910                        | 1921                        | 1931                        | 1948                        | 1953                        | 1961                        | 1971                        | 1981                        | 1991                        | 2001                        | 2011                        |
| 128                         | 0                           | 133                         | 174                         | 196                         | 227                         | 244                         | 279                         | 257                         | 289                         | 294                         | 297                         | 269                         | 242                         | 240                         | 227                         |

Напомена: У 1857. исказано под именом Унчане, Унчани у 1880., Умчане од 1890. до 1948. и Умчани од 1953. надаље. У 1869. подаци су садржани у насељу Дусина. До 1890. исказивано је као део насеља.

### Попис1991.
На попису становништва 1991. године, насељено место Умчани је имало 242 становника, следећег националног састава:
| Попис 1991.‍ | Попис 1991.‍ | Попис 1991.‍ | Попис 1991.‍ | Попис 1991.‍ |
| ----------- | ----------- | ----------- | ----------- | ----------- |
|             |             |             |             |             |
| Хрвати      | Хрвати      |             | 240         | 99,17%      |
| Муслимани   | Муслимани   |             | 1           | 0,41%       |
| непознато   | непознато   |             | 1           | 0,41%       |
| укупно: 242 |             |             |             |             |